# Карнаух Микола Васильович
Мико́ла Васи́льович Карнау́х (нар. 14 грудня 1958, Мелехи, Чорнухинський район, Полтавська область) — український політик та юрист. Народний депутат України 2-го та 4-го скликань.

## Біографія
Народився 14 грудня 1958 року в селі Мелехи Чорнухинського району Полтавської області.
У 1980 році, першим в історії училища, закінчив із Золотою медаллю Саратовське Червонопрапорне вище військове командне училище МВС СРСР.
У 1980–1984 рр. проходив службу у внутрішніх військах на посадах командира взводу, заступника командира роти, секретаря комітету ВЛКСМ полку. У 1984–1985 роках навчався на Вищих Курсах військової контррозвідки КДБ СРСР, які закінчив із відзнакою. З 1985 р. по 1991 р. — на оперативній роботі в органах військової контррозвідки. З 1992 р. по 1994 р. працював у відділах по боротьбі з тероризмом та слідчому відділі УСБУ у Полтавській області. У 1987 році брав участь у ліквідації наслідків аварії на ЧАЕС. У 1990 році виконував спеціальні завдання в Абхазії і Нагірному Карабасі, на кордоні України і Молдови.
31 липня 1994 року обраний народним депутатом України по Лубенському виборчому округу. Один із авторів Конституції України 1996 року, Закону України Про боротьбу з корупцією, організатор і співголова Депутатської групи Незалежні, член Комітету з питань боротьби з організованою злочинністю і корупцією. У 1997 році закінчив Національну юридичну академію імені Ярослава Мудрого за спеціальністю — юрист. Після закінчення депутатських повноважень у 1998 році працював старшим науковим співробітником Інституту законодавства Верховної Ради України. З 1 січня 1999 року по квітень 2002 року помічник-консультант народного депутата України, а також індивідуально займався адвокатською діяльністю.
З 14 травня 2002 року по 25 травня 2006 року — народний депутат України 4-го скликання за виборчім округом № 152 Полтавської області від Соціалістичної партії України. Секретар Комітету з питань боротьби з організованою злочинністю і корупцією. Після закінчення депутатських повноважень в 2006 році, продовжив займатися адвокатською діяльністю індивідуально. Голова ТОВ «Кий». Депутат Полтавської обласної ради двох скликань. Безпартійний. Член Всеукраїнської громадської організації «Екологія та соціальний захист».

## Нагороди та звання
Почесний магістр права. У серпні 2005 року отримав звання Заслужений юрист України.